# Milano Ice Park
Il Milano Ice Park sarà un'arena coperta coperta di Rho (Milano), da realizzarsi nei padiglioni della Fieramilano per ospitare alcuni incontri dei tornei maschile e femminile di hockey su ghiaccio e tutti gli eventi di pattinaggio di velocità ai XXV Giochi olimpici invernali di Milano e Cortina d'Ampezzo del 2026.

## Storia
Nel dossiere di candidatura di Milano e Cortina d'Ampezzo per ospitare i XXV Giochi olimpici invernali, Fieramilano non venne inserita tra le sedi di gara; tuttavia, dopo l'assegnazione dei Giochi, per questioni di impegnativi costi di ristrutturazione/riqualificazione dello Stadio del ghiaccio di Baselga di Piné per il pattinaggio di velocità e del PalaSharp di Milano come secondo stadio dell'hockey su ghiaccio, si decise si far svolgere entrambi gli sport nei padiglioni della fiera a Rho. Pertanto la Fiera, con il nome di Milano Ice Park, ospiterà dal 5 al 13 febbraio alcuni incontri dei tornei maschile e femminile di hockey su ghiaccio, e dal 7 al 21 febbraio tutte le competizioni del pattinaggio di velocità su ghiaccio.
Nel 2023 sono iniziati i lavori per costruire la pista di pattinaggio di velocità, creando l'anello di 400 metri dall'unione dei padiglioni 13 e 15 della fiera; in futuro questa struttura verrà utilizzata per altri eventi sportivi, come tennis e padel, per concerti e congressi.
I lavori per costruire il secondo impianto di hockey su ghiaccio sono invece nei padiglioni 22 e 24.